# Мартынчук, Василий Миронович
Василий Миронович Мартынчук (31 июля 1959, Ровненская область — 23 октября 2020) — белорусский живописец и скульптор.

## Биография
Серьёзный интерес к живописи появился у Василия Мартынчука в 12 лет и был активно поддержан родными, которые уделяли много внимания развитию мальчика. Василий брал уроки живописи и участвовал в художественных пленэрах уже в юном возрасте и рано определился с выбором жизненного пути. После школы В. М. Мартынчук поступает в Ленинградское реставрационное художественное училище, которое успешно оканчивает в 1978 году. Далее следует служба в армии и учёба в Львовской академии декоративно-прикладного искусства, диплом которой был выдан Василию Мироновичу в 1991 году. С этого года живёт и работает в Гродно в Беларуси.
Василий Миронович широко известен как скульптор, работающий с различными материалами. В живописи придерживается стиля «романтический экспрессионизм». Персональные выставки художника регулярно проходят в разных странах мира, в том числе во Франции, Польше, Великобритании, Японии, Германии и др. Работы находятся в частных коллекциях в Японии, Франции, Беларуси, Польши, Швейцарии, России, Украины, Голландии, Германии, Италии, Великобритании, США, Канады, ОАЭ, а также в государственных музеях Беларуси.
С 1996 года Василий Миронович является членом Белорусского союза художников, с 2005 года — членом Союза польских художников на Беларуси. В 2011 году вклад В. М. Мартынчука в развитие и сохранение белорусской культуры был отмечен премией им. А. Дубко «Человек года» в номинации «Художник года».
Женат, имеет троих детей и четырёх внуков. Жена, Елена Мартынчук, живописец и художник по гобеленам и батику.